# 班亚巴希扎米亚
班亞巴希扎米亞或班亞巴希清真寺（羅馬化：Banya bashi dzhamiya）是保加利亚索菲亞的一座奧斯曼保加利亞時期清真寺，由建筑及土木工程师科查·米馬爾·希南建造，1566年始建，1576年落成。其建造于天然温泉之上，甚至可以看到蒸汽从清真寺墙壁附近的地面通风口升起。该清真寺以其直径15米的圆顶及一座尖塔而闻名。外部材质为石头和砖块，内部装饰以彩色瓷砖，圆顶上由铅板覆盖。
如今，该寺为索菲亚唯一仍在使用的清真寺。